# Franziska Heyder
Franziska Heyder (* 21. Mai 1992 in Cottbus) ist eine deutsche Schauspielerin und Synchronsprecherin.
In der Serie Unser Charly spielte Franziska Heyder die Rolle der Constanze Waldner.

## Filmografie
- 2003–2008: Unser Charly (Staffel 8 bis 13)